# Ernest Gellner
Ernest André Gellner (v českém kontextu uváděn také jako Arnošt Gellner, 9. prosince 1925 Paříž – 5. listopadu 1995 Praha) byl filosof, sociolog a sociální antropolog. Společenské vědy obohatil především teorií nacionalismu. Kritizoval psychoanalýzu, marxismus nebo postmoderní filozofii. Jeho intelektuální postoje ovlivnily především práce sociálního antropologa Bronisława Malinowského, sociologa Maxe Webera a filosofa Karla Poppera, který jej ovlivnil kritickým racionalismem.

## Život a rodina
Ernest Gellner se narodil do německy mluvící židovské rodiny. Dětství prožil v Praze, kde chodil do české obecné školy a na anglické gymnázium.
Dle slov Gellnerova přítele Jiřího Musila, si Gellner z pražského prostředí odnesl především zájem o český jazyk, literaturu a společnost a Rusko; základní liberální politickou orientaci; a také pozitivní, ale současně také věcně kritický vztah k Masarykovi. 
V roce 1939 celá rodina utíká do Anglie, kde Gellner po dostudování střední školy v roce 1943 zahajuje studium na Oxfordské univerzitě. Svá studia však přeruší, aby mohl v roce 1944 vstoupit do Československé samostatné obrněné v brigády, s níž se účastní obléhání Dunkerque a se kterou se v roce 1945 dostává na krátký čas zpátky do Prahy.
V Praze začíná studovat na Univerzitě Karlově, kde mimo jiné navštěvuje přednášky Jana Patočky. Patočkovy přednášky na něm moc dobrý dojem nezanechaly. Gellner později napsal, že Patočkův styl přednášení považoval za nesrozumitelný. K Patočkovi se však vrátil na sklonku své kariéry v souvislosti se zájmem o český nacionalismus.
V roce 1946 Československo z obav před politickým směřováním země opět opouští a vrací se do Anglie. V Oxfordu pak dokončuje v roce 1947 studia. V Oxfordu je jeho učitelem například filosof Gilbert Ryle, se kterým se v průběhu padesátých let názorově rozejde. Po ukončení svých oxfordských studií pak dva roky přednáší na Univerzitě v Edinburghu. V roce 1949 se přesouvá na místo odborného asistenta sociologie se speciálním zřetelem k etice a sociální filosofii na London School of Economics. Na univerzitě vydrží dlouhých 35 let až do roku 1984, kdy mu je Univerzitou v Cambridge nabídnuta profesura antropologie Williama Wyse. Na tomto místě střídá Jacka Goodyho.
Na Cambridgi působí Gellner v letech 1984–1993. Poslední léta života pak stráví na Středoevropské univerzitě v Praze, kterou v roce 1991 založil George Soros, britský finančník maďarského původu.
Do Československa se Gellner podíval jako návštěvník koncem šedesátých a začátkem sedmdesátých let, kdy se stýká s místním disentem. Po revoluci se v souvislosti se svým úvazkem na Středoevropské univerzitě vrací na trvalo. V Praze nakonec Ernest Gellner v listopadu 1995 umírá na infarkt.
Ernest Gellner byl dvakrát ženatý. Jeho první manželkou byla Lore Edith Gellnerová (roz. Herzsteinová), se kterou se setkal během svých studií na Oxfordu. Manželství skončilo rozvodem v roce 1949. Jeho druhou manželkou byla Susan Gellnerová (roz. Ryanová), se kterou měl celkem čtyři děti - syny Davida a Benjamina, dcery Sarah a Deborah. David Gellner se rovněž stal sociálním antropologem a v současnosti působí na Oxfordské univerzitě.
Ernest Gellner byl vášnivým horolezcem. Lezl v Alpách nebo v Maroku. Svého koníčku se musel vzdát kvůli osteoporóze, která ho začala trápit od poloviny padesátých let. Kromě toho rád jezdil na motorce, kánoi a na plachetnici.

## Dílo
Gellnerovo dílo zahrnuje na dvě desítky monografií z oblasti filosofie (např. Words and Things, 1959; Thought and Change, 1964; Legitimation of Belief, 1974) a sociální antropologie (např. Saints of the Atlas, 1965; Muslim Society, 1981). Velký rozruch vzbudila jeho první kniha Words and Things, ostře polemizující s tzv. oxfordskou filosofií přirozeného jazyka a filosofií pozdního Ludwiga Wittgensteina. Britský filosof Gilbert Ryle, který byl tehdy šéfredaktorem časopisu Mind, odmítl Gellnerovu knihu v časopise recenzovat. Ryleův zamítavý postoj podnítil k reakci Bertranda Russella, který napsal protestní článek do The Times. Následně se kolem Gellnerovy knihy rozvířila debata, do které se zapojilo devatenáct různých korespondentů.

### Národy a nacionalismus
Hlavní článek: Nacionalismus dle Ernesta Gellnera
Významného úspěchu dosáhl Gellner knihou Národy a nacionalismus (Nations and Nationalism, 1983), která byla přeložena do více než deseti jazyků, včetně češtiny (1993). K tématu nacionalismu se Gellner vrátil ještě na sklonku svého života v knize Nacionalismus. Podle Gellnera je nacionalismus “původně politický princip, který tvrdí, že politická a národní jednotka musí být shodné."
Gellnerův přístup k nacionalismu bývá označován jako konstruktivistický a má tak blízko k teoriím nacionalismu Erica J. Hobsbawma a Benedicta Andersona. Národy stejně jako nacionalistické ideologie nejsou podle Gellnera ničím přirozeným. Podle něj obojí úzce souvisí až se společenskými změnami osmnáctého a devatenáctého století. Národy a nacionalismus tu nejsou od nepaměti, jsou až produktem moderní doby.
Mezi kritiky Gellnerovy teorie nacionalismu bývá řazen např. Anthony D. Smith. Ačkoliv ten souhlasí s některými Gellnerovými tezemi, přesto tvrdí, že každý moderní národ je budován na základě předcházející pre-moderní etnické tradice.
| „                                | Je to nacionalismus, který plodí národy, a nikoli obráceně. | “ |
| — Národy a nacionalismus, s. 67. |                                                             |   |

## Knihy
- Words and Things. London 1959
- Thought and Change. 1964
- Saints of the Atlas. 1969
- Legitimation of Belief. Cambridge 1974
- Muslim Society. Cambridge 1981
- The Psychoanalytic Movement. 1985
- Postmodernism, Reason and Religion. London a New York 1992

## České překlady
- Národy a nacionalismus. Praha 1993
- Podmínky svobody: občanská společnost a její rivalové. Brno 1997
- Rozum a kultura: historická úloha racionality a racionalismu. Praha 1999
- Pluh, meč a kniha: struktura lidských dějin. Brno 2001
- Nacionalismus. Brno 2003
- Jazyk a samota: Wittgenstein, Malinowski a habsburské dilema. Brno 2005